# آوو ۶۸ سامبورو
آوو ۶۸ سامبورو (به انگلیسی: M&D_Flugzeugbau_Samburo) یک هواگرد ملخ‌پیشین تک‌موتوره از نوع بادپر موتوردار ساخت شرکت Alpla, M&D Flugzeugbau است. هواگرد آوو ۶۸ سامبورو نخستین پروازش را در ۱۹۷۷ میلادی انجام داد. در مجموع، تعداد ۱۶ فروند از این هواگرد ساخته شده‌است.